# Dyskografia Blackpink
Dyskografia Blackpink – południowokoreańskiej grupy – obejmuje dwa albumy studyjne, trzy minialbumy, trzy single albumy, jedną kompilację oraz cztery albumy koncertowe.

## Albumy

### Albumy studyjne
| Rok  | Tytuł | Najwyższa pozycja | Najwyższa pozycja | Najwyższa pozycja | Najwyższa pozycja | Najwyższa pozycja | Najwyższa pozycja | Najwyższa pozycja | Najwyższa pozycja | Najwyższa pozycja | Najwyższa pozycja | Sprzedaż                                        | Certyfikaty |
| Rok  | Tytuł | KOR (Circle)      | AUS               | JPN (Oricon)      | CAN               | FRA               | GER               | NZ                | SCO               | UK                | US                | Sprzedaż                                        | Certyfikaty |
| ---- | --- | ----------------- | ----------------- | ----------------- | ----------------- | ----------------- | ----------------- | ----------------- | ----------------- | ----------------- | ----------------- | ----------------------------------------------- | --- |
| 2020 | The Album - Wydany: 2 października 2020 - Wydany: 3 sierpnia 2021 (JPN) - Wytwórnia: YG Entertainment, Interscope - Format: CD, digital download, LP, kaseta | 1                 | 2                 | 3                 | 5                 | 11                | 7                 | 1                 | 3                 | 2                 | 2                 | - KOR: 1 649 559+ - JPN: 66 862+ - US: 117 000+ | - KMCA: milionowa płyta - BPI: złota płyta - RMNZ: złota płyta - SNEP: złota płyta - ZPAV: platynowa płyta      |
| 2022 | Born Pink - Wydany: 16 września 2022 - Wytwórnia: YG Entertainment, Interscope - Format: CD, digital download                                                | 1                 | 2                 | 3                 | 1                 | 3                 | 3                 | 2                 | 2                 | 1                 | 1                 | - KOR: 2 872 940+ - JPN: 34 475+ - US: 101 500+ | - KMCA: 2× milionowa płyta - BPI: srebrna płyta - RMNZ: złota płyta - SNEP: złota płyta - ZPAV: platynowa płyta |

### Albumy kompilacyjne
| Rok  | Tytuł | Najwyższa pozycja | Sprzedaż       |
| Rok  | Tytuł | JPN (Oricon)      | Sprzedaż       |
| ---- | --- | ----------------- | -------------- |
| 2018 | Blackpink in Your Area - Wydany: 23 listopada 2018 (digital) 5 grudnia 2018 (CD) - Wytwórnia: YGEX, Avex Entertainment - Format: CD, DVD, digital download | 9                 | - JPN: 22 464+ |

### Minialbumy
| Rok                                            | Tytuł | Najwyższa pozycja | Najwyższa pozycja | Najwyższa pozycja | Najwyższa pozycja | Najwyższa pozycja | Najwyższa pozycja | Najwyższa pozycja | Sprzedaż                                                   | Certyfikaty                |
| Rok                                            | Tytuł | KOR (Circle)      | CAN               | JPN (Oricon)      | NZ                | UK                | US World Albums   | US                | Sprzedaż                                                   | Certyfikaty                |
| Koreańskie                                     | Koreańskie | Koreańskie        | Koreańskie        | Koreańskie        | Koreańskie        | Koreańskie        | Koreańskie        | Koreańskie        | Koreańskie                                                 | Koreańskie                 |
| ---------------------------------------------- | --- | ----------------- | ----------------- | ----------------- | ----------------- | ----------------- | ----------------- | ----------------- | ---------------------------------------------------------- | -------------------------- |
| 2018                                           | Square Up - Wydany: 15 czerwca 2018 - Wytwórnia: YG Entertainment - Format: CD, digital download                  | 1                 | 21                | 1                 | –                 | –                 | 1                 | 40                | - KOR: 544 410+ - JPN: 10 832+ (CD) - JPN: 5559+ (digital) | - KMCA: 2× platynowa płyta |
| 2019                                           | Kill This Love - Wydany: 5 kwietnia 2019 - Wytwórnia: YG Entertainment, Interscope - Format: CD, digital download | 3                 | 8                 | 5                 | 10                | 40                | 1                 | 24                | - KOR: 777 210+ - JPN: 29 040+ - US: 9000+                 | - KMCA: 3× platynowa płyta |
| Japońskie                                      | |                   |                   |                   |                   |                   |                   |                   |                                                            |                            |
| 2017                                           | Blackpink - Wydany: 30 sierpnia 2017 - Wytwórnia: YGEX - Format: CD, digital download                             | –                 | –                 | 1                 | –                 | –                 | –                 | –                 | - JPN: 81 658+                                             | —                          |
| „–” oznacza, że wydawnictwo nie było notowane. | |                   |                   |                   |                   |                   |                   |                   |                                                            |                            |

### Albumy koncertowe
| Rok  | Tytuł | Najwyższa pozycja | Sprzedaż       |
| Rok  | Tytuł | KOR               | Sprzedaż       |
| ---- | --- | ----------------- | -------------- |
| 2019 | Blackpink Arena Tour 2018 "Special Final In Kyocera Dome Osaka" - Wydany: 22 marca 2019 - Wytwórnia: YGEX - Format: CD, DVD, digital download          | –                 | –              |
| 2019 | Blackpink 2018 Tour 'In Your Area' Seoul - Wydany: 30 sierpnia 2019 - Wytwórnia: YG Entertainment, Interscope - Format: CD, digital download           | –                 | –              |
| 2020 | Blackpink 2019–2020 World Tour in Your Area – Tokyo Dome - Wydany: 14 maja 2020 - Wytwórnia: Universal, Interscope - Format: CD, DVD, digital download | –                 | –              |
| 2021 | Blackpink 2021 'The Show' Live - Wydany: 1 czerwca 2021 - Wytwórnia: YG Entertainment, Interscope - Format: CD, DVD, digital download                  | 8                 | - KOR: 35 000+ |

### Single

#### Single album
| Rok  | Tytuł | Najwyższa pozycja | Sprzedaż        | Certyfikaty             |
| Rok  | Tytuł | KOR (Circle)      | Sprzedaż        | Certyfikaty             |
| ---- | --- | ----------------- | --------------- | ----------------------- |
| 2016 | Square One - Wydany: 8 sierpnia 2016 - Wytwórnia: YG Entertainment - Format: digital download                        | –                 | —               | —                       |
| 2016 | Square Two - Wydany: 1 listopada 2016 - Wytwórnia: YG Entertainment - Format: digital download                       | –                 | —               | —                       |
| 2020 | How You Like That - Wydany: 26 czerwca 2020 - Wytwórnia: YG Entertainment, Interscope - Format: CD, digital download | 1                 | - KOR: 310 619+ | - KMCA: platynowa płyta |
| 2023 | The Girls - Wydany: 25 sierpnia 2023 - Wytwórnia: YG Entertainment, TakeOne - Format: CD, digital download           | 1                 | - KOR: 187 540+ | —                       |

#### Single cyfrowe
| Rok                                                       | Tytuł                               | Najwyższa pozycja | Najwyższa pozycja | Najwyższa pozycja | Najwyższa pozycja | Najwyższa pozycja | Najwyższa pozycja | Najwyższa pozycja | Najwyższa pozycja | Najwyższa pozycja | Certyfikaty | Album          |
| Rok                                                       | Tytuł                               | KOR               | KOR               | AUS               | CAN               | JAP Hot           | NZ                | UK                | US World          | US                | Certyfikaty | Album          |
| Rok                                                       | Tytuł                               | Circle            | Songs             | AUS               | CAN               | JAP Hot           | NZ                | UK                | US World          | US                | Certyfikaty | Album          |
| --------------------------------------------------------- | ----------------------------------- | ----------------- | ----------------- | ----------------- | ----------------- | ----------------- | ----------------- | ----------------- | ----------------- | ----------------- | --- | -------------- |
|                                                           | „Whistle” (휘파람)                  | 1                 | –                 | –                 | –                 | –                 | –                 | –                 | 2                 | –                 | - RMNZ: złota płyta | Square One     |
| 2016                                                      | „Boombayah” (붐바야)                | 7                 | –                 | –                 | –                 | 15                | –                 | –                 | 1                 | –                 | - RIAJ: złota płyta - RIAJ: złota płyta - RMNZ: złota płyta | Square One     |
| 2016                                                      | „Playing With Fire” (불장난)        | 3                 | –                 | –                 | 92                | 81                | –                 | –                 | 1                 | –                 | - RMNZ: złota płyta | Square Two     |
| 2016                                                      | „Stay”                              | 10                | –                 | –                 | –                 | –                 | –                 | –                 | 4                 | –                 | | Square Two     |
| 2017                                                      | „As If It’s Your Last” (마지막처럼) | 3                 | 2                 | –                 | 45                | 19                | –                 | –                 | 1                 | –                 | - RMNZ: złota płyta | –              |
| 2018                                                      | „Ddu-Du Ddu-Du” (뚜두뚜두)          | 1                 | 1                 | –                 | 22                | 7                 | –                 | 78                | 1                 | 55                | - KMCA: 2× platynowa płyta - KMCA: platynowa płyta - ARIA: platynowa płyta - BPI: srebrna płyta - RIAA: złota płyta - RIAJ: platynowa płyta - RMNZ: platynowa płyta - ZPAV: złota płyta | Square Up      |
| 2019                                                      | „Kill This Love”                    | 2                 | 2                 | 18                | 11                | 6                 | 24                | 33                | 1                 | 41                | - KMCA: platynowa płyta - ARIA: platynowa płyta - BPI: srebrna płyta - RIAJ: platynowa płyta - RMNZ: platynowa płyta - ZPAV: złota płyta                                                | Kill This Love |
| 2020                                                      | „How You Like That”                 | 1                 | 1                 | 12                | 11                | 8                 | 14                | 20                | 1                 | 33                | - KMCA: platynowa płyta - ARIA: platynowa płyta - BPI: srebrna płyta - RIAJ: platynowa płyta - RMNZ: platynowa płyta - ZPAV: złota płyta                                                | The Album      |
| 2020                                                      | „Ice Cream” (z Seleną Gomez)        | 8                 | 2                 | 16                | 11                | 22                | 18                | 39                | –                 | 13                | - ARIA: platynowa płyta - MC: platynowa płyta - RIAJ: złota płyta - RMNZ: złota płyta                                                                                                   | The Album      |
| 2020                                                      | „Lovesick Girls”                    | 2                 | 2                 | 27                | 29                | 12                | 35                | 40                | 1                 | 59                | - KMCA: platynowa płyta - ARIA: złota płyta - RIAJ: platynowa płyta - RMNZ: złota płyta                                                                                                 | The Album      |
| 2022                                                      | „Pink Venom”                        | 2                 | 1                 | 1                 | 4                 | 10                | 9                 | 22                | 1                 | 22                | - KMCA: platynowa płyta - ARIA: złota płyta - BPI: srebrna płyta - MC: platynowa płyta - RIAJ: platynowa płyta - RMNZ: złota płyta                                                      | Born Pink      |
| 2022                                                      | „Shut Down”                         | 3                 | 1                 | 5                 | 7                 | 15                | 6                 | 24                | 1                 | 25                | - ARIA: złota płyta - MC: platynowa płyta - RIAJ: platynowa płyta - RMNZ: złota płyta                                                                                                   | Born Pink      |
| „–” oznacza, że singiel nie był notowany na danej liście. |                                     |                   |                   |                   |                   |                   |                   |                   |                   |                   | |                |

#### Single promocyjne
| Rok                                                       | Tytuł                           | Najwyższa pozycja | Najwyższa pozycja | Najwyższa pozycja | Najwyższa pozycja | Najwyższa pozycja | Najwyższa pozycja | Najwyższa pozycja | Najwyższa pozycja | Album                      |
| Rok                                                       | Tytuł                           | KOR               | KOR               | AUS               | CAN               | NZ                | UK                | WW                | US                | Album                      |
| Rok                                                       | Tytuł                           | Circle            | Songs             | AUS               | CAN               | NZ                | UK                | WW                | US                | Album                      |
| --------------------------------------------------------- | ------------------------------- | ----------------- | ----------------- | ----------------- | ----------------- | ----------------- | ----------------- | ----------------- | ----------------- | -------------------------- |
| 2018                                                      | „Kiss and Make Up” (z Dua Lipa) | 75                | –                 | 33                | 44                | 32                | 36                | –                 | 93                | Dua Lipa: Complete Edition |
| 2020                                                      | „Sour Candy” (z Lady Gaga)      | 178               | –                 | 8                 | 18                | 12                | 17                | –                 | 33                | Chromatica                 |
| 2022                                                      | „Ready for Love”                | 52                | –                 | –                 | –                 | –                 | –                 | 60                | –                 | Born Pink                  |
| 2023                                                      | „The Girls”                     | –                 | –                 | –                 | –                 | –                 | –                 | 69                | –                 | The Girls                  |
| „–” oznacza, że singiel nie był notowany na danej liście. |                                 |                   |                   |                   |                   |                   |                   |                   |                   |                            |

#### Pozostałe utwory notowane
| Rok                                                       | Tytuł                        | Najwyższa pozycja | Najwyższa pozycja | Najwyższa pozycja | Najwyższa pozycja | Najwyższa pozycja | Najwyższa pozycja | Najwyższa pozycja | Najwyższa pozycja | Album          |
| Rok                                                       | Tytuł                        | KOR               | KOR               | CAN               | HUN               | NZ                | UK                | US World          | WW                | Album          |
| Rok                                                       | Tytuł                        | Circle            | Songs             | CAN               | HUN               | NZ                | UK                | US World          | WW                | Album          |
| --------------------------------------------------------- | ---------------------------- | ----------------- | ----------------- | ----------------- | ----------------- | ----------------- | ----------------- | ----------------- | ----------------- | -------------- |
| 2016                                                      | „Whistle" (acoustic version) | 88                | –                 | –                 | –                 | –                 | –                 | –                 | –                 | Square Two     |
| 2018                                                      | „Forever Young”              | 2                 | 2                 | –                 | –                 | –                 | –                 | 4                 | –                 | Square Up      |
| 2018                                                      | „Really”                     | 18                | 8                 | –                 | –                 | –                 | –                 | 11                | –                 | Square Up      |
| 2018                                                      | „See U Later”                | 28                | 10                | –                 | –                 | –                 | –                 | 12                | –                 | Square Up      |
| 2019                                                      | „Don’t Know What To Do”      | 38                | 9                 | –                 | –                 | 11                | –                 | 4                 | –                 | Kill This Love |
| 2019                                                      | „Kick It”                    | 89                | 89                | –                 | –                 | 17                | –                 | 8                 | –                 | Kill This Love |
| 2019                                                      | „아니길 (Hope Not)”          | 108               | –                 | –                 | –                 | 20                | –                 | 9                 | –                 | Kill This Love |
| 2020                                                      | „Pretty Savage”              | 45                | 36                | 87                | –                 | 8                 | –                 | 2                 | 32                | The Album      |
| 2020                                                      | „Bet You Wanna” (z Cardi B)  | 34                | 14                | 58                | –                 | 4                 | 62                | –                 | 25                | The Album      |
| 2020                                                      | „Crazy Over You”             | 106               | 50                | –                 | –                 | 13                | –                 | –                 | 49                | The Album      |
| 2020                                                      | „Love to Hate Me”            | 80                | 48                | –                 | –                 | –                 | –                 | –                 | 54                | The Album      |
| 2020                                                      | „You Never Know”             | 101               | 51                | –                 | –                 | –                 | –                 | 4                 | 64                | The Album      |
| 2022                                                      | „Typa Girl”                  | 93                | 20                | 51                | 34                | 4                 | 93                | –                 | 16                | Born Pink      |
| 2022                                                      | „Yeah Yeah Yeah”             | 53                | –                 | 85                | 16                | –                 | –                 | 9                 | 43                | Born Pink      |
| 2022                                                      | „Hard to Love”               | 87                | 22                | 68                | 22                | 6                 | –                 | –                 | 27                | Born Pink      |
| 2022                                                      | „The Happiest Girl”          | 89                | –                 | 81                | 33                | 9                 | –                 | –                 | 34                | Born Pink      |
| 2022                                                      | „Tally”                      | 141               | –                 | 90                | 23                | –                 | –                 | –                 | 52                | Born Pink      |
| „–” oznacza, że singiel nie był notowany na danej liście. |                              |                   |                   |                   |                   |                   |                   |                   |                   |                |